# Jussi Utriainen
Jussi Utriainen (ur. 28 listopada 1978 w Kuopio) – fiński lekkoatleta długodystansowy i olimpijczyk.

## Kariera
Dwukrotnie reprezentował Finlandię na igrzyskach olimpijskich. W 2004 roku w Atenach nie ukończył biegu maratońskiego, natomiast w 2012 roku w Londynie maraton ukończył na 69. miejscu z czasem 2:26:25. 
Startował również w Mistrzostwach Świata w Lekkoatletyce w 2003 w Paryżu, gdzie w maratonie zajął 65. miejsce z czasem 2:29:03.

## Rekordy życiowe
Stan na 17.08.2016
| Dystans    | Wynik (s) | Miejsce             | Data             |
| ---------- | --------- | ------------------- | ---------------- |
| 10 000 m   | 28:54.05  | Neerpelt            | 5 czerwca 2006   |
| 20 km      | 58:49     | Alphen aan den Rijn | 9 marca 2003     |
| półmaraton | 1:02:50   | Venlo               | 27 marca 2011    |
| maraton    | 2:16:35   | Rotterdam           | 15 kwietnia 2012 |